# LIVE ON! うた好き☆ショータイム
『LIVE ON! うた好き☆ショータイム』（ライブオン!うたずき☆ショータイム）は、BS-TBSで2018年10月4日から2019年10月6日まで放送された音楽番組である。開始から2019年3月28日までは毎週木曜日21:00 - 21:54、2019年4月7日からは毎週日曜日22:00 - 22:54（いずれもJST）。

## 概要
毎回、MCの2人が豪華なアーティストをゲストに招き、スタジオでは楽曲に関するトークを繰り広げ、観客が入った隣接ステージでアーティストの名曲を披露する、ライブハウスのような臨場感のある音楽番組。

## MC
- 由紀さおり
- 山口智充

## スタッフ
- 構成：井上知幸
- TD：井原公二
- カメラ：小笠原朋樹
- 照明：高橋章
- MIX：菊哲也
- VE：森竜二
- VTR：深澤愛梨
- PA：荒川和彦、小野哲弘
- ED：甲斐伸吾
- MA：池亀淳一
- 音響効果：竹田周二
- TM：平木美和
- 美術：藤井豊
- 装置：春日茂夫
- 装飾：佐野沙織
- 楽器：高橋啓光
- ヘアメイク：馬場利弘、角本彩香
- スタイリスト：吉村由美子、柴崎篤
- 協力：東通、砧スタジオ、ボイジャーズデザイン、東京音研、サンフォニックス、フェイスミュージック、安田音楽事務所、MARVEE
- 編成：斉藤裕之（BS-TBS）
- 番組宣伝：名塚豊（BS-TBS）
- 公開放送：廣中信行、松元裕二
- TK：岩橋千枝
- デスク：高梨友紀子
- FD：松坂世大
- AD：千葉あん、薄龍之介
- 監修：宮下康仁
- キャスティング協力：長内信博
- プロデューサー：遠藤宗一（BS-TBS）、荒井光明、吉村剛弘（共にTBSスパークル）
- 演出：田代誠、荒井光明、武久侑馬
- 制作協力：TBS SPARKLE[注釈 1]
- 製作著作：BS-TBS